# Ferrari SF71H
Ferrari SF71H je bolid talijanske momčadi Scuderia Ferrari u Formuli 1.

## Dizajn bolida

### Motor
- Naziv: Ferrari 062 EVO
- Proizvođač: Ferrari
- Težina: 145 kilograma
- Zapremnina: 1,6 litara
- Broj cilindara: 6
- Broj ventila: 24
- V kut: 90°
- Maksimalni broj obrtaja u minuti: 15.000
- Maksimalni protok goriva: 100kg/h
- Elementi motora: Motor s unutarnjim izgaranjem, turbopunjač, MGU-K, MGU-H, spremnik energije i kontrolna jedinica.

### Mjenjač i gume
Momčad je koristila OZ Racing 13 felge i Pirellijeve gume (Pirelli P Zero - Pirelli Cinturato), te vlastito izrađeni Ferrari poluautomatski mjenjač s 8 brzina i jednom brzinom unatrag.

## Sezona 2018.

### Rezultati
| Vozač            | Grid / Utrka | AUS | BAH  | KIN | AZE | ŠPA | MON | KAN | FRA | AUT | VBR | NJE | MAĐ | BEL | ITA | SIN | RUS | JAP | SAD | MEK | BRA | ABU |
| ---------------- | ------------ | --- | ---- | --- | --- | --- | --- | --- | --- | --- | --- | --- | --- | --- | --- | --- | --- | --- | --- | --- | --- | --- |
| Sebastian Vettel | Startni grid | 3.  | 1.   | 1.  | 1.  |     |     |     |     |     |     |     |     |     |     |     |     |     |     |     |     |     |
| Sebastian Vettel | Utrka        | 1.  | 1.   | 8.  | 4.  |     |     |     |     |     |     |     |     |     |     |     |     |     |     |     |     |     |
| Kimi Räikkönen   | Startni grid | 2.  | 2.   | 2.  | 6.  |     |     |     |     |     |     |     |     |     |     |     |     |     |     |     |     |     |
| Kimi Räikkönen   | Utrka        | 3.  | Odu. | 3.  | 2.  |     |     |     |     |     |     |     |     |     |     |     |     |     |     |     |     |     |

### Plasman
| Poz. | Vozač            | Bodovi |
| ---- | ---------------- | ------ |
| 2.   | Sebastian Vettel | 66     |
| 3.   | Kimi Räikkönen   | 48     |
| Poz. | Konstruktor      | Bodovi |
| 1.   | Ferrari          | 114    |